# Ferrocarril Urbano de Coquimbo
El Ferrocarril Urbano de Coquimbo fue un sistema de tranvías a tracción animal existente en la ciudad homónima entre 1895 y 1929.

## Historia

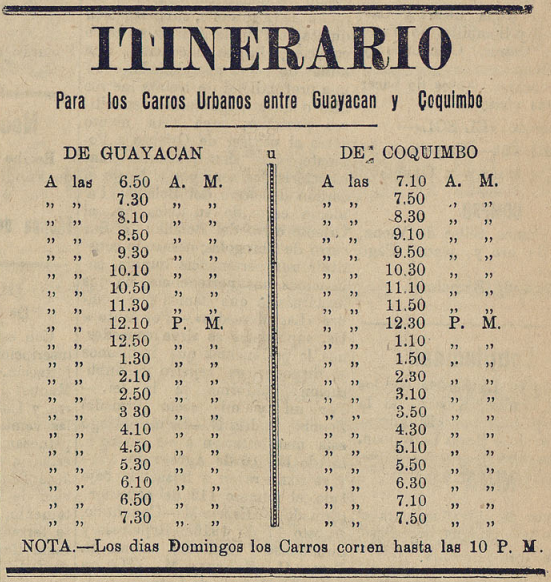
Itinerario en septiembre de 1916.

El sistema fue instalado en 1895 por la Sociedad Llano Guayacán, la cual realizó un trazado de 1 km —otras fuentes señalan que el trazado era de 2 km— desde la esquina de la calle Colo Colo con Aldunate siguiendo por el centro de la actual avenida Bernardo Ossandón hasta el sector de Guayacán, desviándose hacia el sur a la altura de la calle Guacolda para finalizar en el cruce de Pedro Aguirre Cerda con Urmeneta. Su ancho de vía era de 1300 mm y el capital de la empresa en 1901 era de 20 000 pesos de la época, el cual en 1905 había descendido a 15 000 pesos y en 1923 había vuelto a ascender, llegando a 40 000 pesos. Hacia 1909 se informaba que el ancho de vía era de 1200 mm y que la empresa encargada se denominaba Tranvías Llano Guayacán.
La empresa posteriormente fue renombrada como Tranvías Urbanos de Coquimbo, que a su vez pasó a llamarse Ferrocarril Urbano de Coquimbo en años posteriores. El sistema existió hasta 1929, y hacia dicha fecha contaba con 2 carros y 4 animales. Uno de sus últimos choferes fue Ramón Díaz, quien vivía en el sector de Guayacán.

### Proyectos descartados
Existió también en 1914 un proyecto de operar tranvías eléctricos en Coquimbo, a cargo de Carlos Alberto Johannsen —en aquel entonces propietario de la Compañía de Luz de Coquimbo—, quien incluso había adquirido un terreno en la avenida Videla para instalar una estación y las bodegas de los carros, había obtenido la autorización del gobierno para operar el sistema y también existieron negociaciones con la comunidad de La Herradura para extender la vía hacia dicho balneario; sin embargo el proyecto no se logró llevar a cabo debido a que Johansen lo suspendió luego del estallido de la Primera Guerra Mundial.
En enero de 1920 fue presentado un nuevo proyecto para instalar tranvías eléctricos entre Coquimbo y La Herradura, esta vez a cargo de Rojelio Rojas, quien obtuvo la autorización de la Municipalidad en marzo del mismo año; incluso la prensa de la época señalaba en abril que los 6 carros (para 10 personas cada uno) que conformarían el servicio ya habían sido encargados a Alemania. Sin embargo, el proyecto fue abandonado en julio luego de que Exequiel Lanas desconociera la promesa de venta de sus terrenos por donde circularía el tranvía en La Herradura debido a que el contrato incluía la supuesta instalación de una Escuela de Artillería en el sector, situación que fue negada por el gobierno chileno.

## Pasajeros movilizados
| Año  | Pasajeros |
| ---- | --------- |
| 1901 | 60 000    |
| 1903 | 110 404   |
| 1905 | 103 638   |
| 1919 | 30 000    |
| 1921 | 30 000    |
| 1922 | 35 000    |
| 1923 | 20 000    |